# Merulanella gibbera
Merulanella gibbera är en kräftdjursart som beskrevs av Johann Moritz David Herold 1931. Merulanella gibbera ingår i släktet Merulanella och familjen Armadillidae. Inga underarter finns listade i Catalogue of Life.